# 볼스터리스 대차

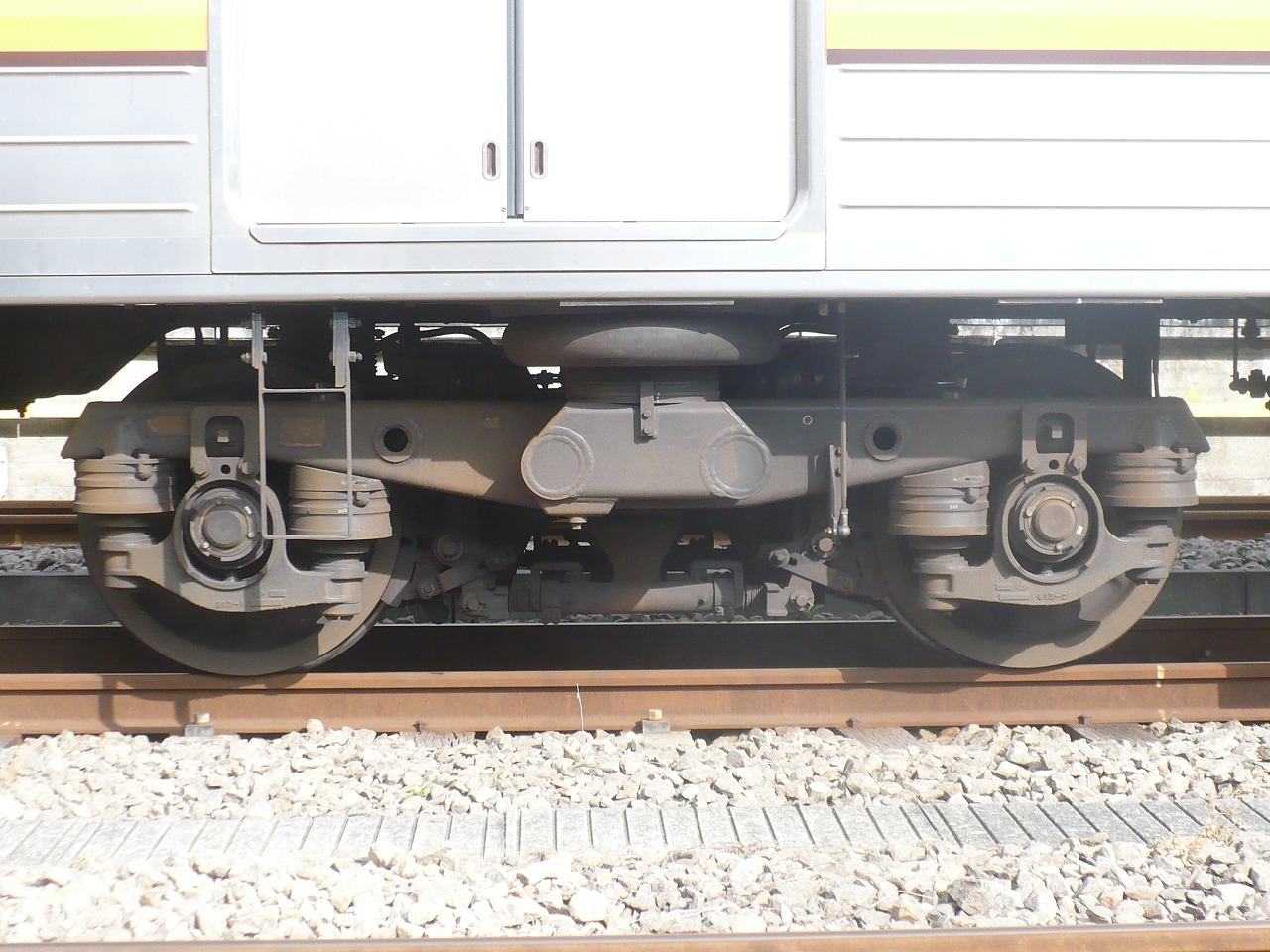
일본국철 DT50 대차(205계 전동차용)

볼스터리스 대차(영어: bolsterless bogie)는 보기 대차에서 차체 중량을 받는 부품인 볼스터를 생략한 대차다.

## 개요
대차에서 수직하중과 견인력, 그리고 회전력이라는 세 가지의 힘을 전달했던 볼스터와 센터피봇을 배제하고, 수직하중과 회전력을 공기 용수철로, 견인력을 견인장치에서 각각 분담하는 것으로 대체, 무거운 볼스터와 센터피봇을 생략하여 경량화를 이룬 것이 볼스터리스 대차의 특징이다.
이 방식은 가상 센터피봇이 놓이는 위치에 견인장치라 불리는 견인력을 전달하는 메커니즘이 설치된다. 이 장치에는 가상 센터피봇 방식의 위치 관계를 역전하여 축소시킨 Z링크식, 싱글 링크식, 판 용수철 식, 적층고무식 등이 존재하지만, 결과적으로 변위 대응을 용수철의 변형에 의존하는 방식은 보수 면에서 문제가 많아, 현재 새로이 제조되는 차량에는 링크를 사용하는 방식이 일반적으로 쓰이고 있다.

## 역사
볼스터리스 대차가 개발되기 이전까지 주로 사용되어 왔던 가상 센터피봇 방식 대차에는, 당시의 설계로는 부품 수가 많아지고 구조가 복잡해진다는 문제점이 있었다. 그러나 공기 용수철 기술의 발전으로 1960년대 후반에는 대구경 다이어프램 형 공기 용수철이 실용화되어 이것을 사용한 다이렉트 마운트 형 공기 용수철 대차가 일반화되자, 가상 센터피봇 방식 대차 개발 과정에서 얻어진 Z링크식 견인기구 기술과 함께 이 용수철이 지닌 높은 횡강성을 활용해 볼스터를 생략한 심플한 구조의 대차를 개발하는 방안이 각국에서 모색되게 되었다.
볼스터리스 대차 중에서 유명한 것으로는 DT50 대차가 있다. 1985년 205계 전동차의 대차로 데뷔한 DT50 대차는 이전까지 자국의 사철에 비해 볼스터리스 대차 개발에서 뒤쳐져 있던 일본국철이 자국의 대차 메이커와 공동으로 개발한 것으로, 극한까지 단순화된 심플한 구조와 낮은 단가, 유지관리 비용, 주행성능 등 여러 방면에서 이전의 대차를 압도했다. 때문에 DT50과 그 파생형은 이후 약 10년간(한국에서는 현재까지 40년 가까이) 대량 생산되어 전동차·기동차 등에 대량 채용되었으며 이후의 JR 각사에서도 이를 토대로 축상지지장치를 변경한 모델이 채용되는 등 큰 성공을 거뒀다.
하지만 DT50을 비롯한 경량 볼스터리스 대차는 고속운전에 적합한 특성을 갖추었으나, 그 선회특성이 공기 용수철의 수평 강성에 의존하기 때문에 허용한도를 넘는 급곡선 통과가 요구되는 구간에서의 사용에는 적합하지 않으며또 고속 주행시에는 차체의 요잉(yawing)을 억제하는 댐퍼(안티 요잉 댐퍼, 요댐퍼)부여가 필수적인 등 몇가지 문제점이 존재한다.